# Roddy Frame
Roddy Frame, född 29 januari  1964 i East Kilbride, Skottland, är en brittisk sångare, gitarrist och låtskrivare.
Inspirerad av bland andra David Bowie, The Velvet Underground, The Byrds och Love började han i tonåren att skriva låtar och bildade 1980 gruppen Aztec Camera. De fick skivkontrakt med Postcard Records där de gav ut två singlar. 1983 kom debutalbumet High Land, Hard Rain som fick ett mycket positivt mottagande där kritikerna gjorde upprepade jämförelser mellan Frame och Elvis Costello. Medlemmarna i gruppen byttes ofta ut och vid tiden för albumet Love (1987) var Frame ensam kvarvarande medlem. Han fortsatte med hjälp av olika studiomusiker under gruppnamnet till 1995. 
År 1998 kom hans första album i eget namn The North Star.

## Diskografi
Studiolbum (solo)
- The North Star (1998)
- Surf (2002)
- Western Skies (2006)
- Seven Dials (2014)

Livealbum (solo)
- Live at Ronnie Scott's (2006)
- Live at The Blue Note, Osaka (2007)